# زسباخ
زسباخ (به آلمانی: Seesbach) یک شهر در آلمان است که در باد کرویتسناخ واقع شده‌است.